# Sabine Bätzing-Lichtenthäler

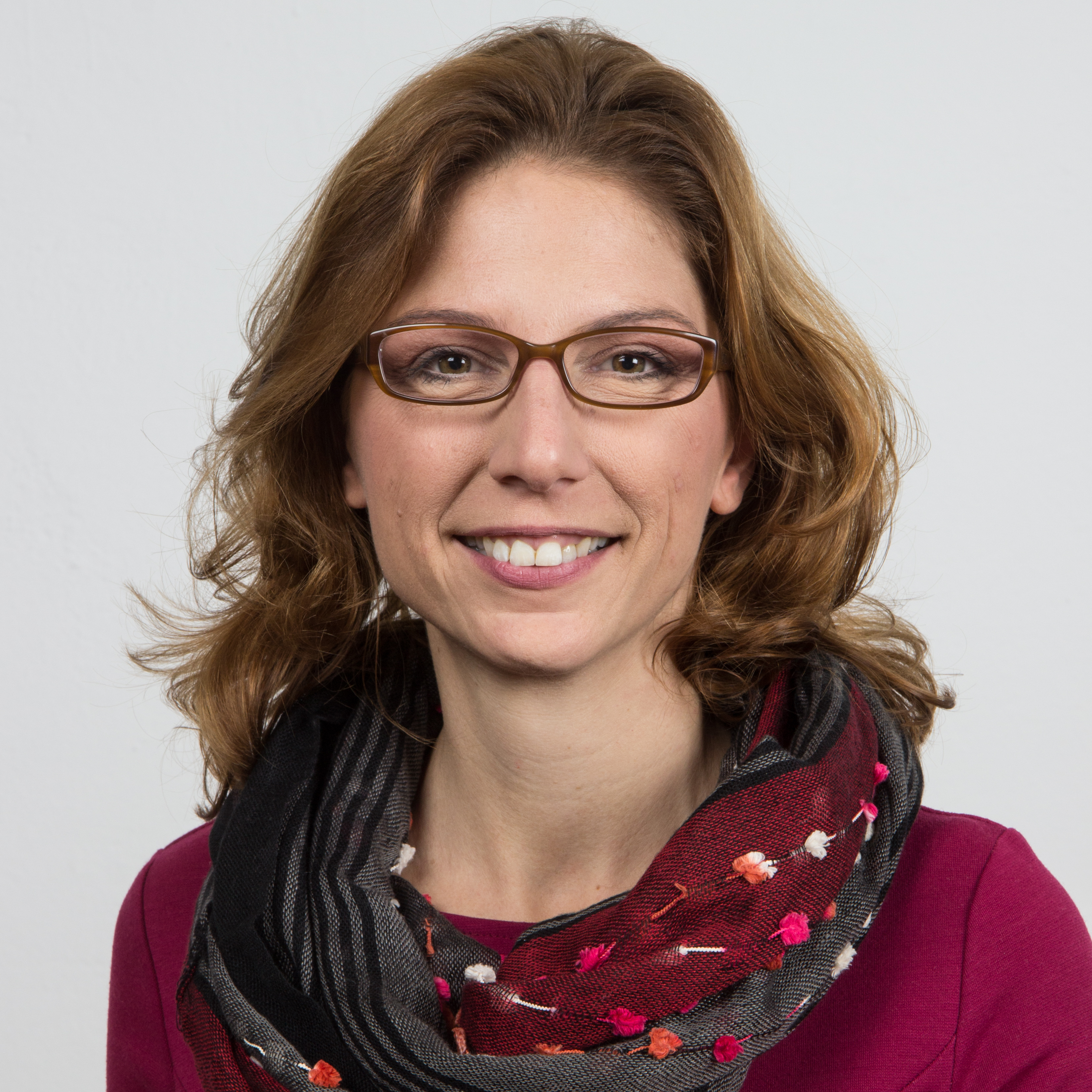
Sabine Bätzing-Lichtenthäler (2016)

Sabine Bätzing-Lichtenthäler (* 13. Februar 1975 in Altenkirchen (Westerwald) als Sabine Bätzing) ist eine deutsche Politikerin (SPD). Sie ist seit Mai 2021 Vorsitzende ihrer Fraktion im Landtag von Rheinland-Pfalz. Von November 2014 bis Mai 2021 amtierte sie als rheinland-pfälzische Ministerin für Soziales, Arbeit, Gesundheit und Demografie. Sie war von Oktober 2002 bis November 2014 Mitglied des Deutschen Bundestages. Im Zeitraum von 2005 bis 2009 war sie Drogenbeauftragte der Bundesregierung. Seit der Landtagswahl 2016 ist sie Landtagsabgeordnete im Wahlkreis 1 Betzdorf/Kirchen. Seit dem 28. September 2024 ist Bätzing-Lichtenthäler Vorsitzende der rheinland-pfälzischen SPD. Sie ist damit die erste Frau an der Spitze der SPD Rheinland-Pfalz und Nachfolgerin von Roger Lewentz.

## Leben und Beruf
Nach dem Abitur 1994 am Westerwald-Gymnasium in Altenkirchen absolvierte Bätzing-Lichtenthäler eine Ausbildung im gehobenen nichttechnischen Dienst bei der Verbandsgemeinde Altenkirchen, die sie 1997 als Diplom-Verwaltungswirtin (FH) beendete. Anschließend war sie als Sachbearbeiterin zunächst im Sozialamt und ab 2001 im Bereich EDV/Organisation bei der Verbandsgemeinde Altenkirchen tätig.
Bätzing-Lichtenthäler ist römisch-katholisch. Sie wurde 2009 geschieden und ist seit 2010 in zweiter Ehe mit Marco Lichtenthäler verheiratet. Im August 2010 bekam sie eine Tochter und im März 2014 wurde ein Sohn geboren. Sie ist eine Cousine des Bischofs von Limburg und Vorsitzenden der Deutschen Bischofskonferenz, Georg Bätzing, und lebt in Forst im Kreis Altenkirchen.

## Politische Laufbahn
Seit 1994 ist Bätzing-Lichtenthäler Mitglied der SPD. Seit 1996 gehört sie dem SPD-Kreisvorstand Altenkirchen an. 1999 wurde Bätzing in den Kreistag des Landkreises Altenkirchen gewählt und ist dort seit den Kommunalwahlen in Rheinland-Pfalz 2014 stellvertretende SPD-Fraktionsvorsitzende. Seit 2001 ist sie stellvertretende Kreisvorsitzende ihrer Partei und gehört darüber hinaus seit 2004 dem Landesvorstand und seit 2006 auch dem Präsidium der SPD in Rheinland-Pfalz an. 2023 wurde sie in den SPD-Bundesvorstand gewählt.

### Mitglied des Deutschen Bundestages (2002–2014)
Ab 2002 war Bätzing-Lichtenthäler Mitglied des Deutschen Bundestages und war hier von 2002 bis 2005 Sprecherin der Jungen Gruppe in der SPD-Bundestagsfraktion („Youngsters“). Sie war Mitglied im reformorientierten Netzwerk Berlin und dort seit der 17. Wahlperiode des Bundestages im Vorstand aktiv.
Bätzing-Lichtenthäler zog 2002 und 2005 als direkt gewählte Abgeordnete des Wahlkreises Neuwied in den Bundestag ein. Bei der Bundestagswahl 2005 erreichte sie hier 44,3 % der abgegebenen Erststimmen. Bei den nachfolgenden Bundestagswahlen 2009 und 2013 unterlag sie mit 36,4 % bzw. 37,3 % gegen den CDU-Kandidaten Erwin Rüddel, zog jedoch beide Male über die Landesliste Rheinland-Pfalz in den Bundestag ein.
In der 17. Wahlperiode des Bundestags (2009–2013) war sie Mitglied im Finanzausschuss und im Sportausschuss des Deutschen Bundestages. Im 18. Bundestag gehörte sie dem Ausschuss für Angelegenheiten der Europäischen Union und dem Ausschuss für Menschenrechte und humanitäre Hilfe an.

### Drogenbeauftragte der Bundesregierung (2005–2009)
Im Dezember 2005 wurde Bätzing-Lichtenthäler von der Bundesregierung der zweiten Großen Koalition (2005–2009) zur Drogenbeauftragten der Bundesregierung berufen. Dieses Amt hatte sie bis Oktober 2009 inne; sie engagierte sich unter anderem gegen Alkohol und für den Nichtraucherschutz.
Im November 2008 setzte sie sich für Steuererhöhungen bei Wein und Bier ein, um einen „unmittelbaren und relevanten Effekt auf die Senkung des Alkoholkonsums bei Jugendlichen auszuüben“. Die (1902 zur Finanzierung der Kaiserlichen Marine eingeführte) Sektsteuer sollte dagegen nicht erhöht werden.
Im Dezember 2008 bewirkte sie das kurzfristige Verbot der synthetischen Modedroge Spice.
Im Januar 2009 forderte sie (zusammen mit dem Drogen- und Suchtrat) die 0,3-Blutalkoholkonzentration-Grenze im Straßenverkehr; dies wurde vom damaligen Verkehrsminister Wolfgang Tiefensee abgelehnt.
Nach der Bundestagswahl 2009 schied Bätzing-Lichtenthäler aus ihrem Amt als Drogenbeauftragte aus. Am 19. November 2009 wurde Mechthild Dyckmans (FDP) zu ihrer Nachfolgerin ernannt.

### Ministerin für Soziales, Arbeit, Gesundheit und Demografie Rheinland-Pfalz (2014–2021)

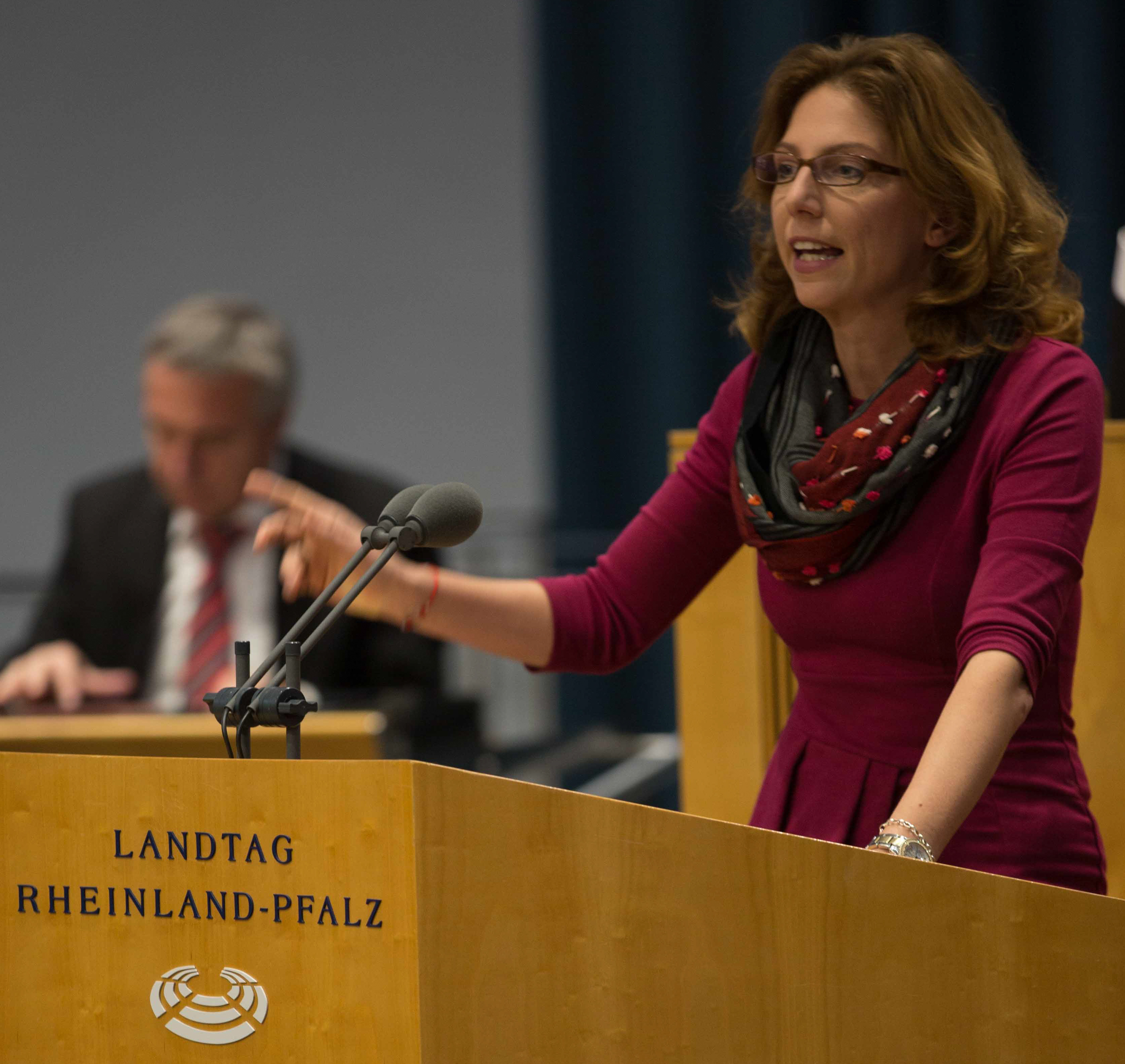
Ministerin Bätzing-Lichtenthäler am 17. November 2016 im Plenum des rheinland-pfälzischen Landtages in Mainz

Ab dem 12. November 2014 gehörte Sabine Bätzing-Lichtenthäler als Ministerin für Soziales, Arbeit, Gesundheit und Demografie des Landes Rheinland-Pfalz dem Kabinett von Ministerpräsidentin Malu Dreyer (SPD) an, zuerst im rot-grünen Kabinett Dreyer I und nach der Landtagswahl in Rheinland-Pfalz 2016 dem von einer Ampel-Koalition getragenen Kabinett Dreyer II. Mit der Kabinettsbildung 2021 schied sie aus dem Amt.

### Landtagsabgeordnete (seit 2016)
Bei der Landtagswahl 2016 kandidierte Bätzing-Lichtenthäler für den Wahlkreis 1 Betzdorf-Kirchen. Jedoch unterlag sie bei der Wahl dem CDU-Landtagsabgeordneten Michael Wäschenbach. Sie zog aber über die Landesliste (Platz 7) in den rheinland-pfälzischen Landtag ein.
Am 22. August 2020 wurde sie von der SPD als Wahlkreiskandidatin für die Landtagswahl 2021 nominiert. Bei der Wahl unterlag Bätzing-Lichtenthäler erneut Michael Wäschenbach, zog aber wieder über die SPD-Landesliste in den Landtag ein. Nach ihrer erneuten Wahl in den Landtag wurde sie 2021 zur Vorsitzenden der SPD-Fraktion gewählt.

## Sonstiges
Bätzing-Lichtenthäler war Mitglied der Europa-Union Parlamentariergruppe Deutscher Bundestag.
Sie war Mitglied des Stiftungsrats des Europa-Hauses Marienberg. Am 10. September 2009 wurde ihr der Kurt-Graulich-Stiftungspreis verliehen.
Im August 2011 wurde sie Co-Vorsitzende des Tibet-Gesprächskreises im Deutschen Bundestag. Am 1. September 2008 hatte Bätzing-Lichtenthäler in ihrer Funktion als Drogenbeauftragte einen Auftritt in der Fernsehserie Gute Zeiten, schlechte Zeiten.
Sie ist außerdem Mitglied im Kuratorium der Reiner Meutsch Stiftung FLY & HELP.